# Sági Tímea
Sági Tímea (1975. április 23. –) magyar szinkronszínész, énekesnő.

## Szinkronszerepei

### Filmek
| Cím                                                | Szereplő                | Színész                   |
| -------------------------------------------------- | ----------------------- | ------------------------- |
| Szabotőr                                           | Esmeralda               | Anita Sharp-Bolster       |
| A gyanú árnyékában                                 | Mrs. Potter             | Frances Carson            |
| Útmutató házas férfiaknak                          | Harriet Stander         | Claire Kelly              |
| Meztelenek és bolondok                             | Lydia Hedberg           | Patti LuPone              |
| Az utolsó akcióhős                                 | Polgármester asszony    | Tina Turner               |
| Világgá mentem                                     | Alaszkai anyuka         | Kathy Bates               |
| Rekviem egy álomért                                | Mall nővér              | Samia Shoaib              |
| Chicago                                            | Kitty Baxter            | Lucy Liu                  |
| Szitakötő                                          | Magánszolgálatos nővér  | Oni Faida Lampley         |
| Utál a csaj                                        | Evelyn                  | Paula Jai Parker          |
| Bőrnyakúak                                         | Dettman felesége        | Becky Boxer               |
| Az elszánt diplomata                               | Grace Makanga           | Mumbi Kaigwa              |
| Bordertown – Átkelő a halálba                      | Cecilia Rojas           | Teresa Ruiz               |
| Garfield 2.                                        | Pincérnő                | Melanie Tolbert           |
| Párizs, szeretlek!                                 | Sophie                  | Aïssa Maïga               |
| Agyő, nagy ő!                                      | Deborah                 | Amy Sloan                 |
| Michael Clayton                                    | Michelle                | Susan Egbert              |
| War                                                | Maria                   | Nadine Velazquez          |
| Asterix az olimpián                                | Sokadikix asszony       | Adriana Karembeu          |
| Elrabolva                                          | Prostituált             | Fani Kolarova             |
| Hullámok ördöge                                    | April-May               | K.D. Aubert               |
| A Spiderwick krónikák                              | Nővér                   | Mariah Inger              |
| Vakság                                             | Egészségügyi miniszter  | Sandra Oh                 |
| District 9                                         | Sangoma                 | Hlengiwe Madlala          |
| Hajsza a föld alatt                                | Diszpécser              | Saidah Arrika Ekulona     |
| A harcmező hírnökei                                | Monica Washington       | Yaya DaCosta              |
| Harry Potter és a Félvér Herceg                    | Mrs. Cole               | Amelda Brown              |
| Az ifjú Viktória királynő                          | Watson                  | Morven Christie           |
| Képlet                                             | Iskolaigazgató 2009-ben | Carolyn Shakespeare-Allen |
| Rockhajó                                           | Desiree, Dave csaja     | Gemma Arterton            |
| Díva                                               | Nikki                   | Kristen Bell              |
| A gyerekek jól vannak                              | Tanya                   | Yaya DaCosta              |
| Harry Potter és a Halál ereklyéi 1.                | Mrs. Granger            | Michelle Fairley          |
| Kutyák és macskák: A rusnya macska bosszúja        | Jackie                  | Pascale Hutton            |
| Social Network – A közösségi háló                  | Jegyzőkönyvvezető       | Carrie Armstrong          |
| Szerelem és más drogok                             | Viagrás nővér           | Jean Zarzour              |
| Éjfélkor Párizsban                                 | Carol                   | Nina Arianda              |
| A hatalom árnyékában                               | Cindy Morris            | Jennifer Ehle             |
| Larry Crowne                                       | Lala Pinedo             | Maria Canals-Barrera      |
| X-Men: Az elsők                                    | Mrs. Xavier             | Beth Goddard              |
| Marsupilami nyomában                               | Reine Paya              | Liya Kebede               |
| Míg a világvége el nem választ                     | Elsa                    | Tonita Castro             |
| A vadászat                                         | Ulla                    | Karina Fogh Holmkjær      |
| HA/VER 2.                                          | Mrs. D'Amico            | Yancy Butler              |
| Mielőtt éjfélt üt az óra                           | Sofia, recepciós        | Yota Argyropoulou         |
| A Wall Street farkasa                              | Rochelle Applebaum      | Ashlie Atkinson           |
| A csodálatos Pókember 2.                           | Kari                    | Sarah Gadon               |
| Kéjlak                                             | Vicky Fry               | Margarita Levieva         |
| Ouija                                              | Mrs. Galardi            | Robyn Lively              |
| Sánta kutya                                        | Ms. Taylor              | Alison Araya              |
| Rendőrautó                                         | Bev                     | Camryn Manheim            |
| Széttörve                                          | Pincérnő                | Emlyn Morinelli McFarland |
| Wonder Woman                                       | Artemisz                | Ann Wolfe                 |
| My Little Pony: Equestria Girls – Szivárványvarázs | Aria Blaze              | Diana Kaarina             |

### Sorozatok
| Cím                                          | Szereplő                 | Színész                  |
| -------------------------------------------- | ------------------------ | ------------------------ |
| 24                                           | Janis Gold               | Janeane Garofalo         |
| A bárka                                      | Salomé Palacios          | Neus Sanz                |
| A bosszú álarca                              | Lupe                     | Michelle Jones           |
| A korona hercege                             | Mak Sun                  | Kyung In Sun             |
| A Macska                                     | Mercedes                 | Socorro Bonilla          |
| A sors hullámain                             | Viviana de Sánchez       | Dayra Lambis             |
| A szerelem foglyai                           | Tuerta                   | Marisela González        |
| Agymenők                                     | Lalita Gupta             | Sarayu Rao               |
| Áldott jó nyomozó                            | Carolyn Crumley          | Nicole Sullivan          |
| Alex és bandája                              | Nina                     | Debora Villa             |
| Bizaardvark                                  | ének                     | ének                     |
| Briliáns elmék                               | Jessica Pearson          | Gina Torres              |
| Bűnös vágyak                                 | Ingrid Navarro           | Isabella Camil           |
| Bűnös szerelem                               | Tina                     | Sandra Eichler           |
| Dél királynője                               | Sheila                   | Cuca Escribano           |
| Don Matteo                                   | Natalina                 | Natalie Guetta           |
| Döglött akták                                | Kat Miller               | Tracie Thoms             |
| Édes, drága titkaink                         | Mei Ling Hwa Darling     | Michelle Krusiec         |
| Eva Luna                                     | Marisol                  | Daniela Schmidt          |
| Family Guy                                   | Bonnie Swanson           | Jennifer Tilly           |
| Gyilkos elmék                                | Penelope Garcia          | Kirsten Vangsness        |
| Időtlen szerelem                             | Fiatal Josefina Álvarez  | Margarita Magana         |
| Internátus                                   | Amelia Rico              | Marta Hazas              |
| Így jártam anyátokkal                        | Nora                     | Nazanin Boniadi          |
| Lego Ninjago: A Spinjitzu mesterei           | Mistake                  | Tabitha St. Germain      |
| Lego Star Wars: A Freemaker család kalandjai | Estoc hadnagy Maz Kanata | Jane Leeves Grey DeLisle |
| Mindörökké szerelem                          | Gardenia Campillo        | Aleida Núnez             |
| Ördögi kör                                   | Susana Beltrán           | Alexa Kuve               |
| Öribarik                                     | Ms. Nesbit               | Jocelyn Ayanna           |
| Rejtélyek városkája                          | Grenda                   | Carl Faruolo             |
| Star Darlings: Csillagocskák                 | Scarlet                  | Sarah Nicole Robles      |
| Star Wars: A Rossz Osztag                    | Bragg kapitány           | Shelby Young             |
| Star Wars: Jedihistóriák                     | Yaddle                   | Bryce Dallas Howard      |
| Szulejmán                                    | Elenika                  | Zühre Koç                |
| Te szent ég!                                 | Marianne Laban           | Andrea Wildner           |
| Terminátor – Sarah Connor krónikái           | Dr. Barbara Morris       | Michael Hyatt            |
| Timon és Pumbaa                              | Shenzi                   | Tress MacNeille          |
| Totál Dráma: Versengés a föld körül          | Emma                     | Stacey DePass            |
| Több mint testőr                             | Cecilia                  | Ahrid Hannaley           |
| Wander, a galaktikus vándor                  | Sylvia                   | April Winchell           |
| Zsaruvér                                     | Kelly Davidson           | Andrea Roth              |
| Gorcsok és Gumblik                           | Időjós                   |                          |
| Makoi hableányok                             | Rita Santos              | Kerith Atkinson          |

### Rajzfilmek
| Cím                              | Szereplő                        | Színész          |
| -------------------------------- | ------------------------------- | ---------------- |
| Bleach: Elveszett emlékek        | Matsumoto Rangiku               |                  |
| Mézengúz                         | Jeanette Chung                  | Tress MacNeille  |
| Csillagkutyák                    | Vakond                          | Szergej Buszarov |
| Egyesült állatok                 | Angie                           | Bastian Pastewka |
| Toy Story 3.                     | Tanítónéni a pillangós teremben |                  |
| ParaNorman                       | Crystal                         | Bridget Hoffman  |
| Mr. Peabody és Sherman kalandjai | Tanárnő                         |                  |
| Postás Pat – A mozifilm          | Dr. Sylvia Gilbertson           |                  |
| Agymanók                         | Tanár Undora                    |                  |
| Zootropolis – Állati nagy balhé  | Diszpécser Újságíró             |                  |
| Verdák 3.                        | Biz Torqsen                     |                  |

### Videojáték
- League of legends - Cassiopeia